# OpenFisca
 (mars 2019).
OpenFisca est un logiciel libre de micro-simulation de système socio-fiscal crée en 2011 qui a pour vocation première de permettre une plus grande transparence de la législation fiscale et sociale et une meilleure appréhension de celle-ci par les citoyens.
OpenFisca permet de calculer de nombreuses variables d’un système d'imposition et de prestations sociales d'un pays à partir de caractéristiques individuelles.
Il permet également de simuler les conséquences budgétaires d'une réforme et son impact redistributif à l’aide de données réelles ou de données d’enquêtes.
Le caractère libre, open source, et collaboratif du logiciel implique que toute personne intéressée peut utiliser OpenFisca, accéder à son code source, et proposer des modifications.

## Histoire
OpenFisca a été imaginé en 2011 au sein de France Stratégie en partenariat avec l’Institut d’économie publique (IDEP). Depuis 2013, le projet a été repris par Etalab.

## Description

### Distinction avec les autres modèles de micro-simulation socio-fiscale.
OpenFisca se distingue des autres modèles de micro-simulation socio-fiscale par le fait qu’il est open-source, librement accessible et construit de manière collaborative.

### Public
OpenFisca est développé par divers acteurs (juristes, économistes, développeurs, particuliers, etc.) provenant de plusieurs institutions (en France, Etalab, la Mutualité sociale agricole, l’Institut d’économie publique, France stratégie et l’Institut des Politiques Publiques, notamment).
OpenFisca s’adresse aux membres de l’administration développant des nouveaux services à destination des citoyens, à des économistes qui chercheraient à évaluer l’impact d’une réforme ou encore à des journalistes ou de simples citoyens.

### Législation
OpenFisca France intègre des éléments de la législation française remontant jusqu’à 2001. Néanmoins, l’ensemble de la législation socio-fiscale française n’est pas encore entièrement codé.

### International
Le moteur de calcul d’OpenFisca est indépendant de la législation ; il est donc possible de coder dans OpenFisca le système socio-fiscal de n’importe quel pays.
À ce jour, plusieurs pays ont commencé à modéliser leurs systèmes socio-fiscaux parmi lesquels :
- La Nouvelle-Zélande[8]
- Le Mali[9]
- La Côte d’Ivoire[10]
- La Tunisie[11]
- L’Italie[12]
- Le Sénégal[13]
- L'Espagne[14] (Mairie de Barcelone)

### Caractéristiques techniques
OpenFisca est programmé en Python et est publié sous une licence Affero GPL qui engage les ré-utilisateurs à rendre publique toute contribution éventuelle.

## Objectifs
OpenFisca a pour objectif de rendre la législation socio-fiscale (imposition et prestations sociales) plus accessible et compréhensible par tout un chacun.
OpenFisca s’inscrit dans la démarche du Gouvernement Ouvert en mettant à disposition les modèles de simulation qui participent à l’élaboration des politiques publiques et en développant un modèle de fiscalité ouvert et contributif. OpenFisca s’inscrit également dans le concept d’État plateforme en cela qu’il est un service à disposition des administrations, des chercheurs mais aussi de la société civile en général.
OpenFisca a pour ambition d’être, à terme, un commun numérique entretenu par la communauté à l’instar de Wikipédia.

## Exemple de réutilisations
OpenFisca est le moteur de calcul qui alimente le site www.mesdroitssociaux.gouv.fr qui permet aux contribuables français de simuler leur éligibilité aux prestations sociales. Le code source de Mes-Aides est lui aussi disponible sous une licence libre.
L’Institut des politiques publiques (IPP) utilise OpenFisca pour simuler les conséquences budgétaires d'une réforme et son impact redistributif sur les ménages - effets du projet de loi de finance notamment - et contribue régulièrement au développement du calculateur.
Les meves ajudes utilise une OpenFisca pour alimenter un simulateur qui permet aux Barcelonais de tester leur éligibilité aux aides locales.
L’application bancaire Fastoche.